# اول اروپا

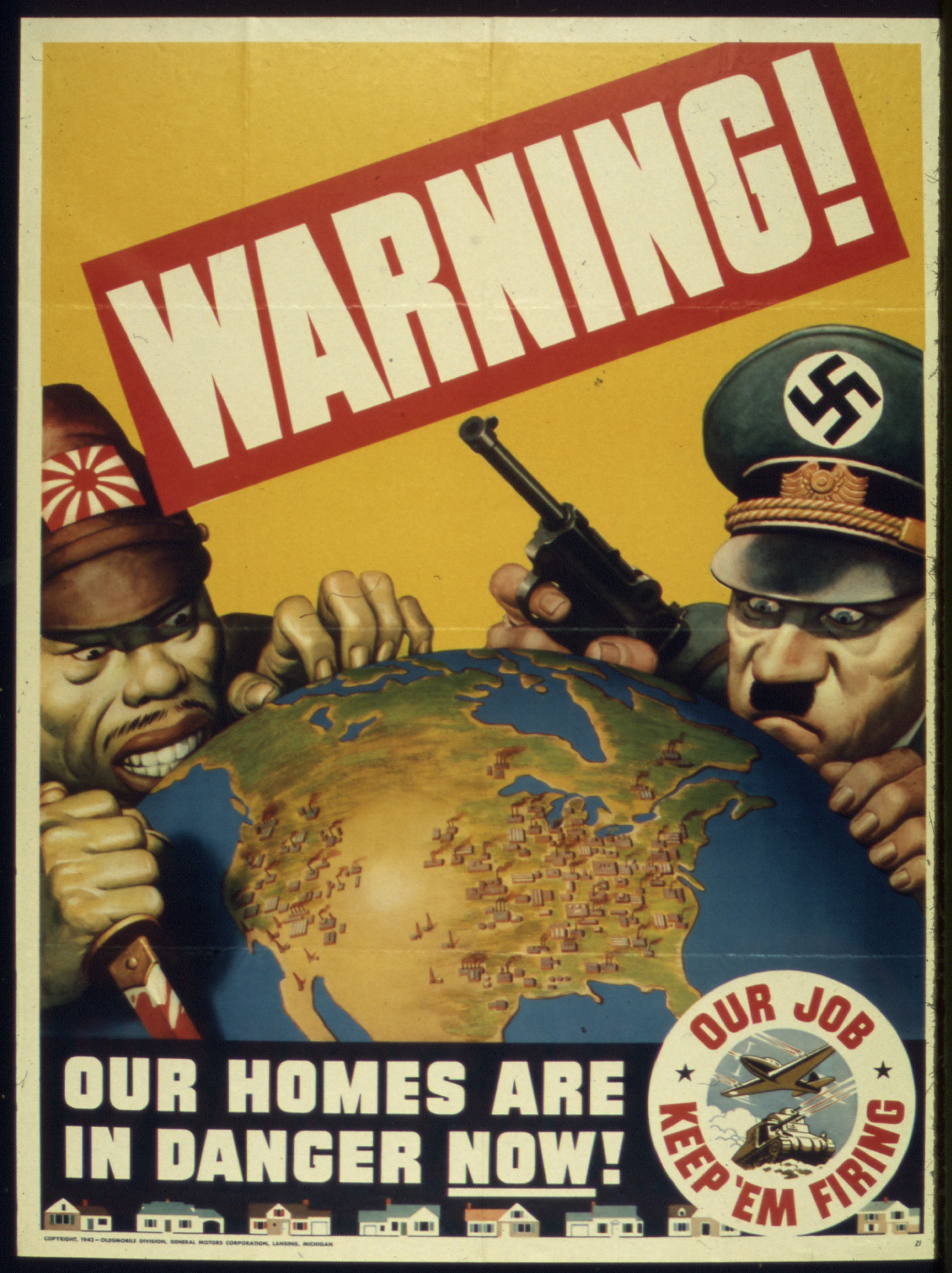
نمایی از یک‌پوستر تبلیغاتی آمریکایی (ضد آلمان و ژاپن)، منتشرشده توسط هیئت تولیدات جنگی - ۱۹۴۱ الی ۱۹۴۵

اول اروپا (انگلیسی: Europe first) که همچنین به اول آلمان موسوم است، عنصر کلیدی استراتژی عالی بود که حین جنگ جهانی دوم با توافق ایالات متحده آمریکا و بریتانیا اعمال شد. بر مبنای این سیاست ایالات متحده و بریتانیا در پایه از تسلط منابع خود برای تسخیر آلمان نازی به عنوان قدرت اول اروپا استفاده کردند.
آنها به‌طور همزمان، با به‌کارگیری منابع و تجهیزات کمتری، به جنگ علیه امپراتوری ژاپن در اقیانوس آرام رفتند. بدنبال شکست آلمان که بزرگترین تهدید علیه بریتانیا بود، متفقین جنگ جهانی دوم، تمام نیروی خود را روی ژاپن متمرکز کردند.
در دسامبر ۱۹۴۱ در کنفرانس آرکادیا که در واشینگتن، دی.سی. برگزار شد،فرانکلین دلانو روزولت رئیس‌جمهور ایالات متحده آمریکا و وینستون چرچیل نخست‌وزیر بریتانیا در خصوص استراتژی عالی اول اروپا توافق کردند. با این حال، بنا بر ارزیابی آماری از جنگ نشان می‌دهد که ایالات متحده منابع بیشتری را در اوایل جنگ برای متوقف کردن پیشروی ژاپن اختصاص داده بود، و تا سال ۱۹۴۴ نیروهای بالفعل آمریکا نقش آشکاری در شکست آلمان نداشتند.